# Aralia melanocarpa
Aralia melanocarpa är en araliaväxtart som först beskrevs av H.Lév., och fick sitt nu gällande namn av Lauener. Aralia melanocarpa ingår i släktet Aralia och familjen Araliaceae. Inga underarter finns listade.